# Tigers Jaw
I Tigers Jaw sono un gruppo musicale statunitense formatosi a Scranton, Pennsylvania, nel 2005. Dopo aver pubblicato tre album in studio (uno dei quali ristampato per la Run for Cover Records), il 21 marzo 2013 la band ha dichiarato la sospensione della sua attività musicale a tempo indeterminato. Ritorna sulle scene nel giugno 2013 con una serie di concerti nel Regno Unito, per poi pubblicare un quarto album di inediti nel 2014.

## Formazione

### Formazione attuale
- Brianna Collins – tastiera, voce secondaria (2005-presente)
- Ben Walsh – voce, chitarra (2005-presente)

### Ex componenti
- Mike May – batteria (2005)
- Adam McIlwee – chitarra, voce secondaria (2005-2013)
- Dennis Mishko – basso (2005-2013)
- Pat Brier – batteria (2005-2013)

### Turnisti
- Luke Schwartz – basso (2014–presente)
- Eliot Babin – batteria (2014–presente)
- Jake Woodruff – chitarra (2014–presente)
- Andrew Fisher – basso (2013)
- James Fisher – batteria (2013)
- Derrick Sherman – chitarra, cori (2013)
- Colin Gorman – chitarra (2013)

## Discografia

### Album in studio
- 2006 – Belongs to the Dead
- 2008 – Tigers Jaw
- 2010 – Two Worlds
- 2014 – Charmer
- 2017 – Spin
- 2021 – I Won't Care How You Remember Me

## EP
- 2022 – Old Clothes

### Split
- 2010 – Balance and Composure/Tigers Jaw
- 2011 – Tigers Jaw/The Sidekicks
- 2012 – Tigers Jaw/Tiny Empires
- 2013 – Tigers Jaw/Self Defense/The World Is/Code Orange Kids